# Феміністичне мистецтво

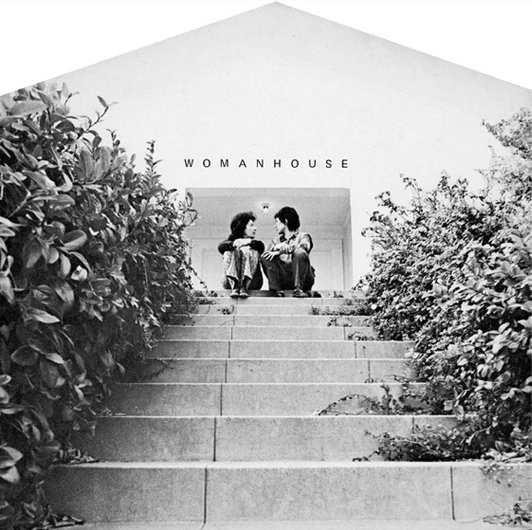
Перформанс-інсталяція (1972) на феміністській артвиставці Джуді Чикаго та, співзасновниць навчального курсу в Каліфорнійському інституті мистецтв.

Феміністичне мистецтво (англ. feminist art) або артфемінізм — мистецтво, свідомо створене в контексті феміністської теорії мистецтва. На початку 70-х криза довіри до культури модернізму, де домінували чоловіки, найбільш ясно виразився в середовищі художниць, що сповідували фемінізм чи його тодішні різновиди. Як рух артфемінізм виник наприкінці 1960-х — на початку 1970-х. Не будучи пов'язаним з будь-яким конкретним стилем чи медіа, феміністичне мистецтво характеризується рядом зусиль, спрямованих на надання жінкам місця у світі, особливо у світі мистецтва. Артфемінізм є одним з найзначиміших перетворень в образотворчому мистецтві другої половини XX століття.

## Зародження: «Жінки-художниці бунтують»
Коаліція працівників(-ць) мистецтва однією з 13 вимог, висунутих перед музеями в 1970 році, назвала необхідність «подолати несправедливість, що віками проявляється стосовно жінки-художниці, встановивши при організації виставок, придбанні нових експонатів і формуванні відбірних комітетів рівну представницьку квоту для художників обох статей». В лютому 1970 чорношкіра художниця Фейт Рінголд вирішила виразити протест проти виставки в Школі образотворчих мистецтв у Нью-Йорку, оскільки всі учасники були чоловіками. Рінголд заявила, що якщо організатори не включать до складу виставки 50 % жінок, почнеться «війна». Незабаром до Рінголд приєдналися арткритик Люсі Ліппард і виникла група впливу під назвою «Жінки-художниці бунтують» (Women Artist in Revolution, скорочено WAR — «війна»). Група виражала протест проти дискримінації жінок на щорічних експозиціях в Музеї Вітні, ратувала за збільшення відсотка жінок-учасниць но 50. Надалі вони реалізували кроки з організації власних виставок і галерей.

## Дослідження нерівності в мистецтві
В 1971 мистецтвознавиця Лінда Нохлін опублікувала в «Арт Ньюз» і в каталозі до виставки «25 сучасних художниць» новаторське есе «Чому у нас не було великих художниць?» («Why Have There Been No Great Women Artists?»), в якому дослідила соціальні та економічні фактори, котрі завадили талановитим жінкам досягнути статусу їх колег-чоловіків. Предметом розгляду Нохлін стало питання, чи є в жіночій творчості якась властиво жіноча суть. Ні, немає, наполягала вона, і не може бути. Погоджуючись, що великих художниць рангу Мікеланджело серед жінок немає, вона стверджувала, що причини криються в системі соціальних інститутів, включаючи недоступну жінкам мистецьку освіту, де домінують чоловіки та принижується значення жінок. Один з аргументів Нохлін в тому, що концепції «генія», «майстерності» і «таланту» розроблені чоловіками стосовно до чоловіків, і в таких умовах варто чудуватися, що жінки взагалі чогось досягли.
Підхід Люсі Ліппард до питання виявився іншим. Вона була переконана, що прихована своєрідність в образній системі жінок-художниць все-таки є. До 1973 вона виділила коло особливостей жіночої творчості: «щільність, однорідна текстура, …переважання округлих форм і центральне фокусування, повсюдно лінеарні, випуклі чи параболічні, самотяжіючі форми, шари й напластування, невловна невизначеність виконання, схильність до рожевих, пастельних… тонів».

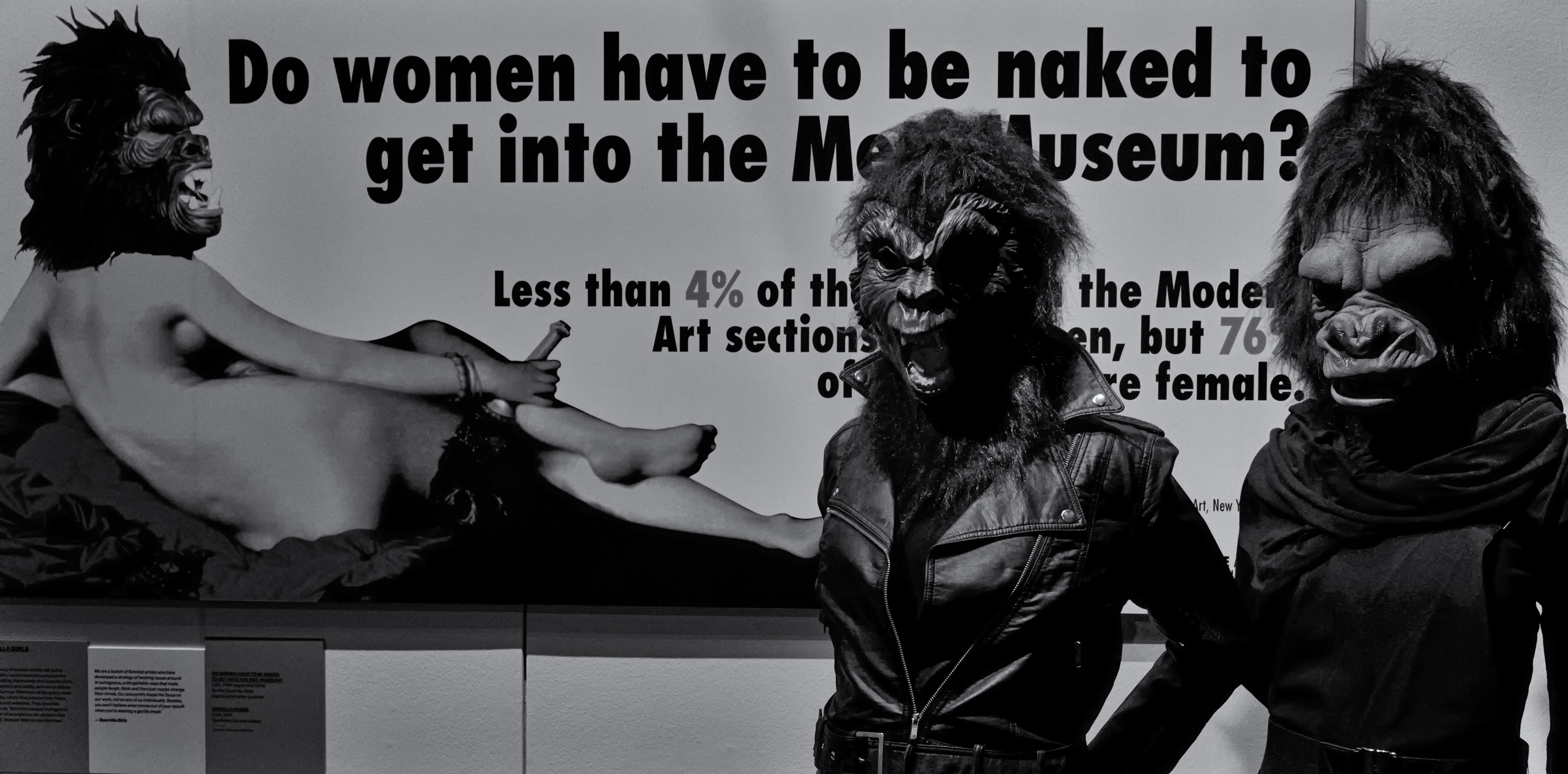
Чи мають жінки бути оголеними, щоб потрапити до музею Метрополітан? У секції сучасного мистецтва менше 5% художниць, зате 85% всіх ню - жіночі. Робота

До 1980 такі мистецтвознавиці, як Грізельда Поллок і Розіка Паркер, вивчаючи мову історії мистецтва з її гендерованими термінами, такими як «старі майстри» (old master) і «шедевр» (masterpiece), поставили під сумнів центральне місце оголеної жіночої натури в західному каноні, ставлячи питання, чому чоловіки й жінки представлені настільки відмінно.
У книзі Ways of Seeing (1972) критик Джон Бергер (John Berger) виснував, що «Чоловіки дивляться на жінок. Жінки бачать себе такими, на котрих дивляться» («Men look at women. Women watch themselves being looked at»). Іншими словами, західне мистецтво повторює нерівні відносини об'єктивації жінок і чоловічого погляду, вже закладені в суспільстві.
У роботах з історії мистецтва, таких як есе Керол Данкан «Чоловічий диктат в авангардистському живопису початку XX століття», опублікованому в Артфорумі в 1974, прозвучали ноти скептицизму відносно якості образів сучасного мистецтва (присвячених чоловікам і написаних ними ж), більшість яких досі виводила на перший план уявлення про чоловіка-генія, котрий заволодіває своїм матеріалом як жінкою.

## Напрямки феміністичного мистецтва
Ряд творів артфемінізму були доволі традиційними — наприклад, живопис Сильвії Слей, в якому традиційні стереотипи ню застосовувались до чоловіків як об'єкта еротичної насолоди. Проте багато зразків феміністичного мистецтва використовували більш новаторські методи, такі як перформанс і відео-арт. Важливим аспектом руху є бажання відродити інтерес до таких видів мистецтва, як квілінг і вишивка, які традиційно розглядаються в якості жіночих і котрим присвоюється нижчий, у порівнянні з візуальними мистецтвами, статус.

## «Звана вечеря» Джуді Чикаго

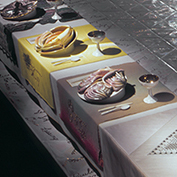
Фрагмент Званої вечері Джуді Чикаго

Однією зі знакових робіт першої фази артфемінізму є Звана вечеря Джуді Чикаго (The Dinner Party, 1974—1979), що складала данину поваги досягненням і тяготам жіночої праці, мала форму трикутного бенкетного столу на 39 персон, кожний набір на котрому персоніфікував видатну жінку в західній цивілізації. «Вечеря», до створення якої долучились більше сотні жінок, вперше презентована широкій публіці в Музеї сучасного мистецтва Сан-Франциско в 1979, і зібрала понад 100,000 відвідувачів(-ок) за три місяці. Повний перелік жінок (близько 1000), чий внесок в історію вшанувала Чикаго, міститься в інсталяції Поверх спадщини, органічному продовженні «Званої вечері».

## Відомі мисткині-феміністки
| - Ханна Вільке - Guerrilla Girls - Нен Голдін - Саня Івекович - Барбара Крюгер - Яйої Кусама | - Ана Мендьєта - Луїза Невельсон - Ширін Нешат - Йоко Оно - Pussy Riot - Марта Рослер | - Дженні Савіль - Кікі Сміт - Дженні Хольцер - Ребекка Горн - Джуді Чикаго - Сінді Шерман | - Каролі Шніман - Валі Експорт - Трейсі Емін |